# Système d'électrification ferroviaire
 (juillet 2017).
Si vous disposez d'ouvrages ou d'articles de référence ou si vous connaissez des sites web de qualité traitant du thème abordé ici, merci de compléter l'article en donnant les références utiles à sa vérifiabilité et en les liant à la section « Notes et références ».

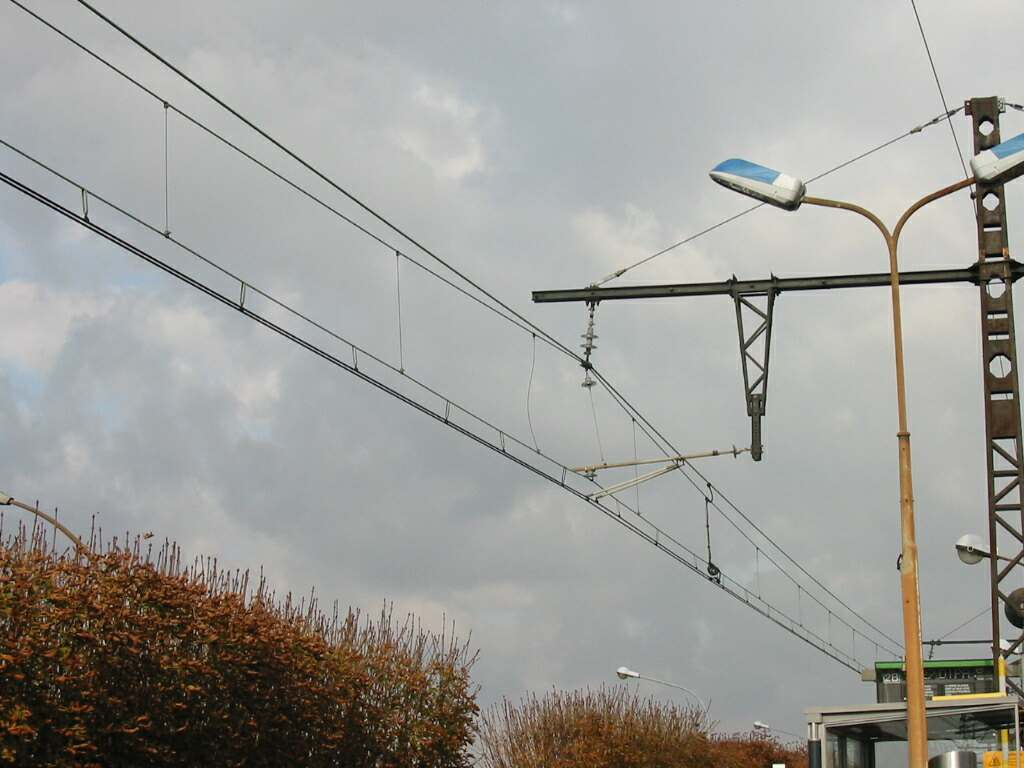
Caténaire 1,5 kV en gare de Villeneuve-Saint-Georges.

Un système d’électrification ferroviaire est l’ensemble des moyens mis en œuvre pour alimenter en énergie électrique les trains (locomotive électrique ou rame automotrice électrique). Les trains sont alimentés en courant alternatif haute tension ou en courant continu. L’alimentation passe par un troisième rail ou une caténaire et le retour de courant se fait par les rails de la voie ou un quatrième rail dédié.

## Historique

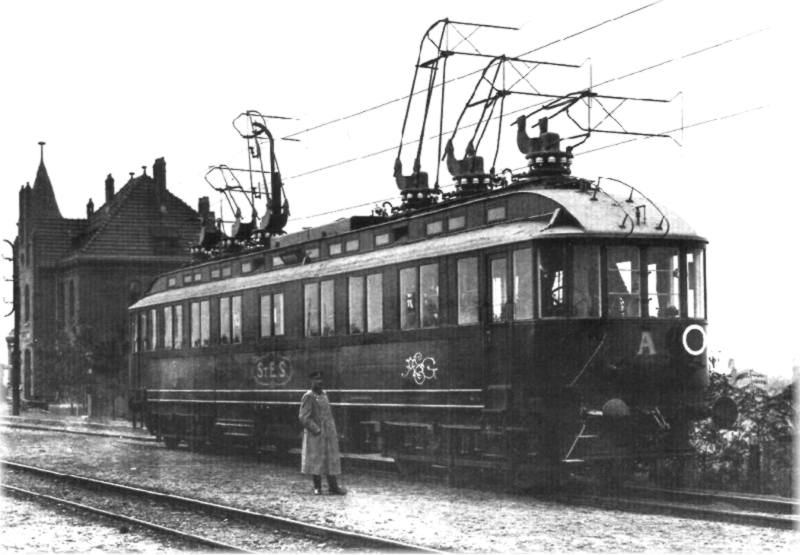
Le record du monde de vitesse de 1903 (210.2 km/h) a été établi sur une ligne électrifiée en triphasé.

Pour propulser une locomotive électrique, il faut un système propulseur électrique, un système de variation de vitesse et un système de production et de transport de l'énergie électrique.
Le seul courant facilement productible et transportable est le courant alternatif polyphasé : hier, le diphasé ou quadriphasé, aujourd'hui, le triphasé. À l'origine, le moteur électrique bien adapté à la traction est le moteur à courant continu de type série car il possède une très grande plage de vitesse variable et un très fort couple au démarrage. En feuilletant le stator d'un moteur à courant continu et en prenant un très grand soin au niveau des balais (phénomènes de commutation), il est possible d'alimenter un moteur à courant continu avec du courant alternatif. Plus la fréquence de ce courant est élevée, plus les tensions entre les lames du commutateur augmentent et les pertes fer (hystérésis et courants de Foucault) sont importantes, d'où l'idée d'utiliser une fréquence faible : le 16,7 Hz (à nos jours utilisé en Allemagne, Autriche et en Suisse, par exemple).
Aucun système n'étant parfait, de nombreuses solutions ont été essayées, en tensions, en fréquences, en types de moteur, en systèmes de variation de vitesse, en système de transmission de la puissance aux roues, en systèmes de captage de courant ; ceci explique le très grand nombre de fabricants de matériel ferroviaire dans la première moitié du XXe siècle, et la très grande variété d'écoles d'ingénieurs formant les spécialistes capables de comprendre et de faire évoluer cette multitude de systèmes.
L'ensemble de ces problèmes a été résolu aujourd'hui avec les semi-conducteurs de puissance qui permettent de « jongler » avec tensions et fréquences. Depuis le début des années 80 la majorité des moteurs sont des moteurs alternatifs asynchrones à fréquence variable, alimentés par des convertisseurs statiques. La tension économique à l'utilisation est donc le 25 000 V à fréquence industrielle en dehors des sites urbains et suburbains où les tunnels et le réseau de transport d'énergie s'accommodent mal du monophasé à fréquence industrielle, sans compter l'implantation de sections de séparation de phase ni la hauteur des quais limitée à 1 m en pratique. La chaine de traction moderne à moteurs asynchrones autorise les deux fréquences en usage, en Europe, ainsi que les deux types de courant.
La traction électrique présente un intérêt pour les lignes à fort trafic ou au profil difficile. En ville, elle permet aux trains de circuler en tunnel (métro) et évite les nuisances du préchauffage des moteurs Diesel.
En France, en 2009, l'électrification d'une ligne existante coûte environ un million d'euros par kilomètre, mais cela peut être beaucoup plus élevé quand il faut adapter des tunnels ou des ponts au gabarit électrique. Ainsi, la ligne dite " de la côte bleue " entre Miramas et l'Estaque, dont l'électrification en 1 500 V continu était projetée à la fin des années 1970, a été réalisée, uniquement entre Miramas, et Lavalduc, pour la desserte en traction électrique du complexe chimique de Fos. La portion entre Lavalduc et l'Estaque, comprenant de nombreux tunnels entre Martigues et l'Estaque, ne fut jamais électrifiée, le coût devenant trop rédhibitoire. En 2017, la ligne est exploitée exclusivement par des TER Bi-modes (BGC 81500, ou Regiolis B 84000 bimode-bicourant), de la région PACA.

## Tensions utilisées

Courants utilisés en Europe sur les lignes classiques :
non-électrifié
750 V CC
1,5 kV CC
3 kV CC
15 kV CA, 16,7 ou 16⅔ Hz
25 kV CA, 50 Hz

Les tensions électriques utilisés en Europe ont fait l'objet d'une standardisation présentée dans le tableau ci-dessous,.
Les valeurs varient en fonction du nombre de trains sur la ligne et de la distance à la sous-station.
| Système d'électrification | Plus basse tension non-permanente | Plus basse tension permanente | Tension nominale | Plus haute tension permanente | Plus haute tension non-permanente |
| ------------------------- | --------------------------------- | ----------------------------- | ---------------- | ----------------------------- | --------------------------------- |
| 600 V CC                  | 400 V                             | 400 V                         | 600 V            | 720 V                         | 800 V                             |
| 750 V CC                  | 500 V                             | 500 V                         | 750 V            | 900 V                         | 1 kV                              |
| 1 500 V CC                | 1 000 V                           | 1 000 V                       | 1 500 V          | 1 800 V                       | 1 950 V                           |
| 3 kV CC                   | 2 kV                              | 2 kV                          | 3 kV             | 3,6 kV                        | 3,9 kV                            |
| 15 kV CA, 16,7 ou 16⅔ Hz  | 11 kV                             | 12 kV                         | 15 kV            | 17,25 kV                      | 18 kV                             |
| 25 kV CA, 50 Hz           | 17,5 kV                           | 19 kV                         | 25 kV            | 27,5 kV                       | 29 kV                             |

CC pour « courant continu » ; CA pour « courant alternatif »

### Courant continu

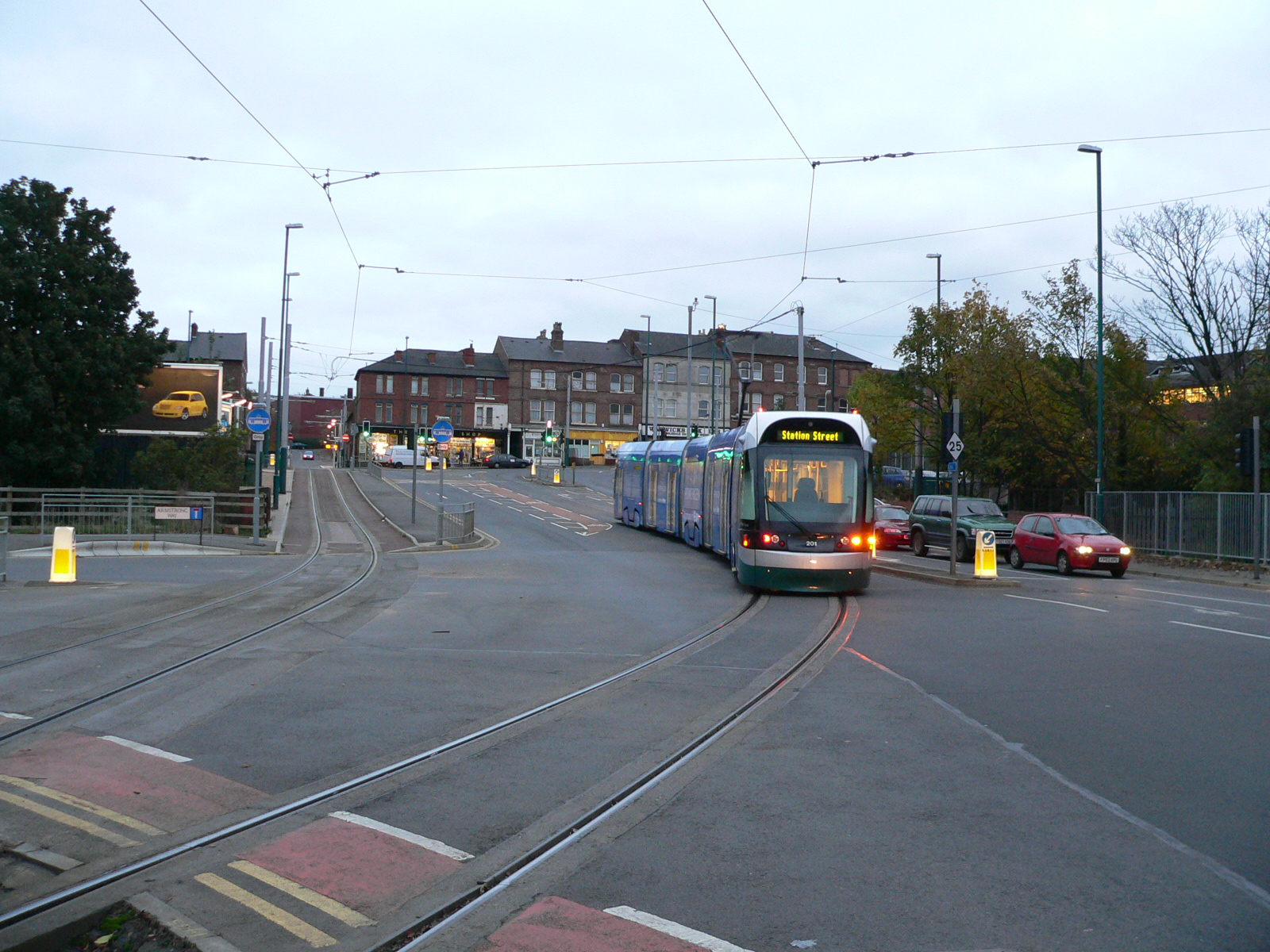
Le réseau du Nottingham Express Transit utilise du courant continu 750 V comme la plupart des tramways modernes.

Les premiers systèmes électriques utilisaient des tensions relativement basses en courant continu. Les moteurs électriques étaient alimentés en direct sur le réseau et contrôlés par une combinaison de résistances et de contacteurs qui connectaient les moteurs en parallèle ou en série.
Les tensions courantes sont le 600 V et le 750 V pour les tramways, trolleys et métros, et le 1 500 V et le 3 000 V pour les grands chemins de fer. Autrefois, des convertisseurs rotatifs (commutatrices) ou des redresseurs à vapeur de mercure étaient utilisés pour convertir le courant alternatif fourni par le réseau public en courant continu à la tension voulue. De nos jours, on utilise généralement des redresseurs à semi-conducteurs.
Du fait que dans un système électrique, la puissance est égale à la tension multipliée par l'intensité, les faibles tensions rencontrées généralement dans les systèmes à courant continu impliquent des intensités relativement importantes. Si cette puissance doit alimenter directement un moteur à courant continu, il est nécessaire de minimiser les pertes en utilisant alors des conducteurs à sections importantes et de longueurs réduites entre les stations de conversion.
Les équipements auxiliaires, tels que souffleries et compresseurs, sont aussi animés par des moteurs branchés directement sur le réseau électrique. En conséquence, ces moteurs sont souvent inhabituellement volumineux.
Le courant continu 1 500 V est utilisé aux Pays-Bas, au Japon, dans certaines parties de l'Australie et partiellement en France (réseaux Sud-Est et Sud-Ouest). Aux États-Unis, le courant continu 1 500 V est utilisé dans la région de Chicago par le Metra (anciennement Illinois Central Railroad) et la ligne de tram interurbain South Shore and South Bend.

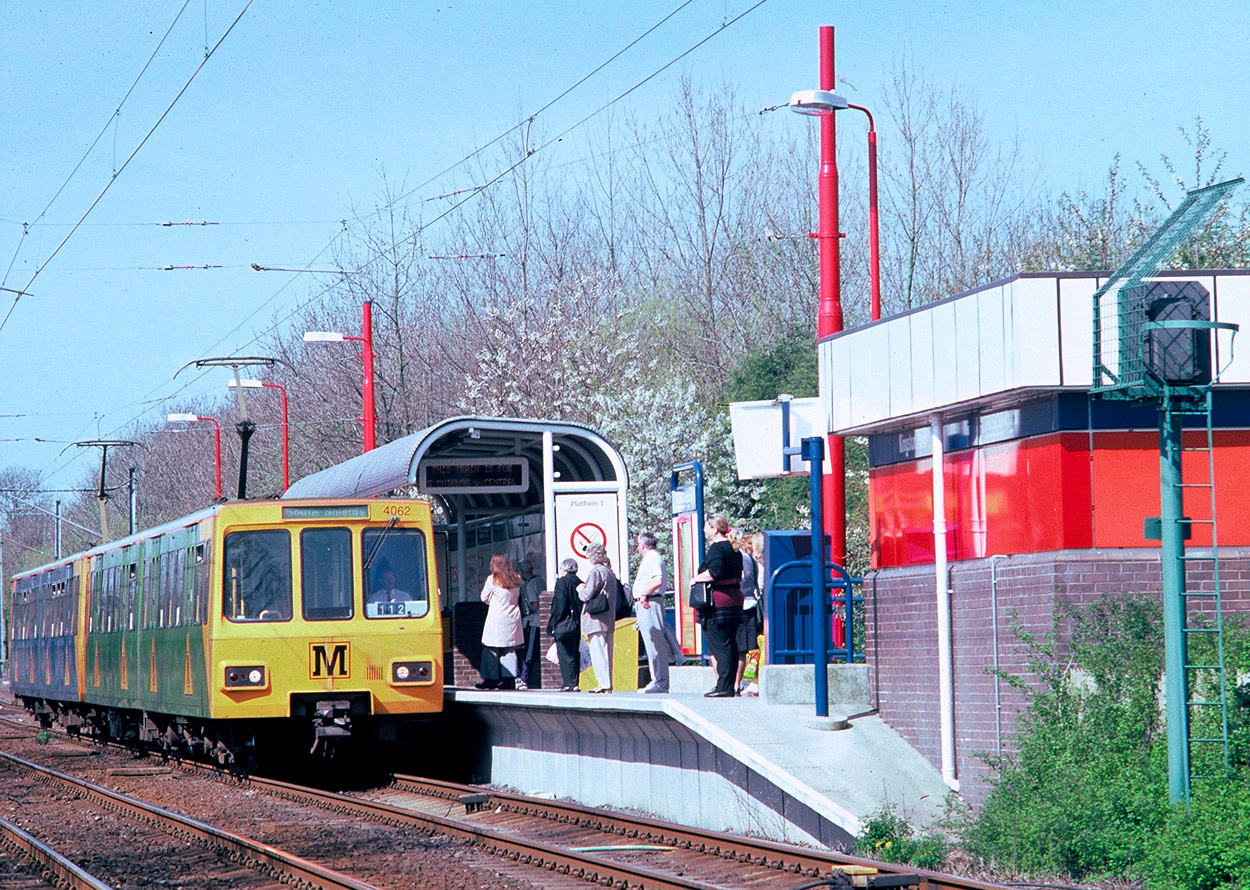
Le métro Tyne & Wear est le seul réseau du Royaume-Uni utilisant du courant continu 1500 V.

Au Royaume-Uni, le courant continu 1 500 V fut utilisé en 1954 pour l'électrification de l'itinéraire de la trans-Pennine (maintenant fermé) par le tunnel de Woodhead. Le système utilisait le freinage par régénération, permettant le transfert d'énergie entre les trains montant et descendant les rampes d'approche du tunnel. Le seul réseau utilisant actuellement ce type de courant au Royaume-Uni est celui du métro Tyne & Wear.
Le courant continu 3 000 V est utilisé en Belgique, en Italie, en Pologne, dans le nord de la République tchèque, en Slovaquie, dans l'ancienne Yougoslavie, au Maroc et dans les pays de l'ex-Union soviétique. Le courant continu 3 000 V fut aussi utilisé autrefois par le Delaware, Lackawanna and Western Railroad (actuellement New Jersey Transit avant qu'il ne soit converti au courant alternatif 25 kV) et par le Chicago, Milwaukee, St Paul and Pacific Railroad entre 1915 et 1973.
- En France, le choix du courant continu fut imposé par l'autorité militaire, en 1920, pour éviter une occupation de la France par les Allemands, qui utilisaient le courant alternatif ; le P.O. et la compagnie du Midi ont électrifié les lignes du Sud-Ouest en 1 500 V continu, ainsi que le PLM, avec la ligne de Culoz à Modane, entre 1925 et 1936 (caténaires entre Culoz et Chambéry, et troisième rail entre Chambéry et Modane — le troisième rail fut totalement remplacé par les caténaires en 1976). Cependant, les ingénieurs Hippolyte Parodi, du PO, et Jean Raoul Paul, du Midi, ont élaboré l'électrification des Chemins de fer marocains (protectorat français) dès 1925, en 3 000 V continu. Une ligne des CFA (chemins de fer algériens, puis PLM algérien, puis SNCF A) fut électrifiée, en 1930, en 3 000 V continu, avec des caténaires désaxées similaires à celle de la ligne de Béziers à Neussargues, mais avec des isolateurs renforcés pour le 3 000 V continu).
- Au milieu des années 1970, une section de la ligne du Médoc fut rendu commutable 1500/3000 V continu, lors de la modernisation de la sous-station de Lesparre, afin d'essayer des engins moteurs 3000 V continu, fabriqués par Alsthom, sortant d'usine, et destinés à l'export.

Le Luxembourg a équipé comme ses voisins, en 3 kV la ligne Luxembourg – Kleinbettingen au lieu du 25 kV utilisé sur ses autres lignes, afin d'éviter les escales avant l'avènement des engins bi-courants fiables et sans coût exagéré. Cette curiosité luxembourgeoise a disparu en 2018 avec la réélectrification en 25 kV de la ligne concernée.
Les tensions indiquées (telles que 1 500 V) sont des valeurs nominales susceptibles de fluctuer dans un sens ou dans l'autre, par exemple entre 1 300 V et 1 800 V selon divers facteurs :
- nombre de trains captant le courant sur la ligne,
- distance depuis la sous-station.

Les tensions courantes sont souvent des multiples simples l'une de l'autre :
- 1 500 V CC = 2 × 750 V CC
- 3 000 V CC = 2 × 1 500 V CC
- 1 200 V CC = 2 × 600 V CC

Ceci a permis de nombreuses combinaisons dans les chaînes de traction des anciennes locomotives à commande électromécanique.
Il est possible de faire fonctionner en sous-tension une locomotive conçue pour une tension plus élevée, avec la tension caténaire plus faible, entre deux réseaux ferroviaires utilisant le courant continu : exemple, entre la SNCF et les FS, à Modane et Vintimille, ou entre la SNCB et les NS, à Roosendaal et Maastricht. La machine italienne/belge conçue pour le 3 000 V continu évolue sous tension caténaire 1 500 V continu pour manœuvrer (mais pas pour accélérer).
Les motrices modernes nécessitent une modification du logiciel de gestion, afin d'autoriser la fermeture du disjoncteur en sous alimentation (cas d'une machine tritension 25 kV-50 Hz, 15 kV-16⅔ Hz et 3 000 V continu). Dans le mode 3 000 V continu, la chaine de traction travaille ainsi à demi-tension sous 1 500 V continu.
Le chemin de fer de la Mure (Isère, France) fut la première ligne électrifiée en courant continu haute tension, entre 1903 et 1913 (tension 2 400 V-DC en charge et 2 700 V à vide). Cette électrification à haute tension avait la particularité d'avoir une ligne de contact bifilaire (comme en triphasé) à + 1200 V et - 1200 V, le point 0 se trouvant au rail. Ce système avait été également utilisé sur le tramway de Grenoble à Chapareillan, mais à la tension totale de 1200 V (+ 600 V et - 600 V avec point milieu au rail. Le métro Nord-Sud parisien a utilisé une variante, mais avec la caténaire à + 600 V et le troisième rail à - 600 V.
Exemple de lignes ferroviaires transformées ou en cours de réélectrification en 25 KV-AC :
- Ligne Luxembourg – Kleinbettingen – frontière belge des CFL, passage de 3000 volts continu au 25 kV 50 Hz : Les travaux ont été achevés en septembre 2018[6] ; en Belgique, sur la ligne 162 qui prolonge cette ligne en direction de Namur, les mêmes travaux sont en cours à partir de la frontière luxembourgeoise et avaient dépassé la gare à marchandises de Hatrival (entre Libramont et Poix-Saint-Hubert) le 1er janvier 2023[7]
- Ligne (Bellegarde) – La Plaine – Genève (SNCF/CFF), passage du 1500 volts continu au 25 kV 50 Hz : Les travaux ont été terminés en août 2014 entre Genève et Bellegarde[8]. La ré-électrification de cette portion de la ligne de Lyon à Genève s'inscrit dans le cadre du projet Franco-Suisse Léman Express ;
- En 2016, le réseau ferroviaire indien, en grande partie électrifié en 25 kV 50 Hz depuis 1957, a converti de la sorte les dernières lignes à voie normale utilisant le 1500 volts continu[9].

### Courant alternatif à basse fréquence
Les moteurs électriques courants, à commutation, peuvent aussi être alimentés en courant alternatif (moteur universel), parce que l'inversion du sens du courant à la fois dans le stator et le rotor ne change pas la direction du couple. Toutefois, l'inductance d'un enroulement ne permet pas de réaliser de gros moteurs aux fréquences standard des réseaux de distribution. Un certain nombre de pays européens, dont l'Allemagne, l'Autriche, la Suisse, la Norvège et la Suède, ont standardisé le courant alternatif monophasé à 15 kV à 16 2⁄3 Hz (un tiers de la fréquence standard) (auparavant des tensions de 6 kV et 7,5 kV avaient été employées). Pour des raisons de tenue du matériel, la fréquence des réseaux allemand, suisse et autrichien a été modifiée à 16,7 Hz (aussi appelée fréquence spéciale) depuis le 16 octobre 1995. Aux États-Unis (avec leur système de distribution électrique à 60 Hz), la fréquence de 25 Hz (une ancienne fréquence standard, désormais obsolète de distribution) est utilisée sous 11 kV entre Washington et New York. Une section équipée en 12,5 kV 25 Hz entre New York et New Haven (Connecticut) fut convertie en 60 Hz dans le dernier tiers du XXe siècle. La compagnie du Midi, en France, a commencé à électrifier les lignes des Pyrénées, en 12 kV 16 2/3 Hz, dès 1912, avec Perpignan – Villefranche - Vernet-les-Bains, puis a continué avec ce système sur les autres antennes partant de Tarbes, Lourdes, et Pau, durant la fin de la Première Guerre Mondiale. Cependant, l'autorité militaire française a imposé le courant continu, dès 1920, car la tension et la fréquence, étaient compatibles avec les locomotives électriques Allemandes Siemens, ce qui aurait pu faciliter une occupation de la France par l'Allemagne, en cas de nouvelle guerre, locomotives Siemens conçues pour le 15 KV 16 2/3 Hz, et qui auraient fonctionné avec le 12 KV à basse fréquence du Midi. Toutes ces lignes furent réélectrifiées en 1500 V continu, dans les années 1920, à l'exception de la ligne Perpignan – Villefranche - Vernet-les-Bains, qui ne sera réélectrifiée en courant continu, qu'en 1984, après un intermède en traction diesel entre 1971 (fin du 12 KV basse fréquence), et 1984.
Les moteurs sont alimentés par l'intermédiaire d'un transformateur commutateur qui permet de modifier la tension, aussi les résistances ne sont pas nécessaires. Les équipements auxiliaires sont pilotés par des moteurs à basse tension à commutation, alimentés par un enroulement séparé du transformateur principal, et sont de taille raisonnablement petite.
Les fréquences inhabituelles supposent que l'électricité soit convertie à partir du courant fourni par réseau public par des moteurs-générateurs ou des inverseurs statiques dans les sous-stations d'alimentation du réseau, ou produite par des postes électriques complètement séparés.

### Courant alternatif à fréquence standard
Les premières tentatives d'utiliser du courant alternatif monophasé à la fréquence standard de 50 Hz ont eu lieu en Hongrie dans les années 1930 en 16 kV 50 Hz, puis en Allemagne, durant cette même décennie sur la ligne du Höllental entre Freiburg Breisgau, et Titisee, en 20 kV 50 Hz.
Toutefois, ce n'est que dans les années 1950 que l'usage de ce courant dit « à fréquence industrielle » a débuté (autour d'Annecy, sous l'impulsion de Louis Armand et Fernand Nouvion), puis s'est vraiment répandu, notamment avec l'électrification de la transversale Nord-Est (Valenciennes – Thionville) en France.
De nos jours, certaines locomotives dans ce système utilisent un transformateur et un redresseur qui fournissent un courant continu à basse tension aux moteurs. La vitesse est contrôlée par commutation des enroulements du transformateur. Des locomotives plus sophistiquées utilisent des circuits à thyristors ou à transistors IGBT pour produire un courant alternatif vibré ou même à fréquence variable qui ensuite alimente directement les moteurs de traction.
Ce système est économique. Pour éviter des déséquilibres de phase dans les systèmes d'alimentation extérieurs, on a fait appel, dans les débuts, à des transformateurs triphasés/monophasés ou triphasés/diphasés. Ces deux types de transformateur réduisent les déséquilibres entre phases sans les supprimer. Ils permettent par contre d'orienter convenablement le vecteur de phase résultant au secondaire chaque fois que nécessaire et en particulier dans le cas où l'on veut mettre en parallèle plusieurs sous-stations qui ne présentent pas le même indice horaire au primaire (ex : 0-4-8 pour le 225 kV et 3-7-11 pour du 63 kV). Cette solution a été appliquée sur 3 sous-stations des banlieues 25 kV Ouest, Est et Nord de Paris vers les années 1966/1968, dans le but d'alimenter ces trois réseaux en parallèle. Aujourd'hui, les locomotives grâce à l'IGBT avec moteurs de traction à fréquence variable, ont un courant d'appel faible au démarrage. Cela permet de prendre l'alimentation des sous-stations directement entre deux phases. Cela engendre des déséquilibres sur la troisième phase mais est considéré comme acceptable car évitant l'acquisition de ces transformateurs spéciaux très coûteux. Un système de courants trop déséquilibrés peut d'une part engendrer des interférences électromagnétiques notables et d'autre part poser des problèmes au niveau même de la production de courant (l'alternateur).
Le système alternatif monophasé 25 kV 50 Hz est utilisé en France, en Grande-Bretagne, en Finlande, au Danemark sur certaines lignes en Belgique notamment les LGV, dans les pays de l'ex Union soviétique, l'ex-Yougoslavie, en Inde, au Japon et dans certaines parties de l'Australie (toutes les électrifications du Queensland et d'Australie-Occidentale), tandis qu'aux États-Unis on utilise communément des courants de 12,5 et 25 kV à 60 Hz. Le 25 kV 50 Hz est le courant de référence pour toutes les lignes à grande vitesse et les longues distances, même lorsque le reste du réseau est électrifié avec un autre type de courant. C'est le cas notamment en Espagne, en Italie, aux Pays-Bas, en Afrique du Sud, au Sénégal, à Taïwan, en Chine, etc.

#### 2 ×25kV

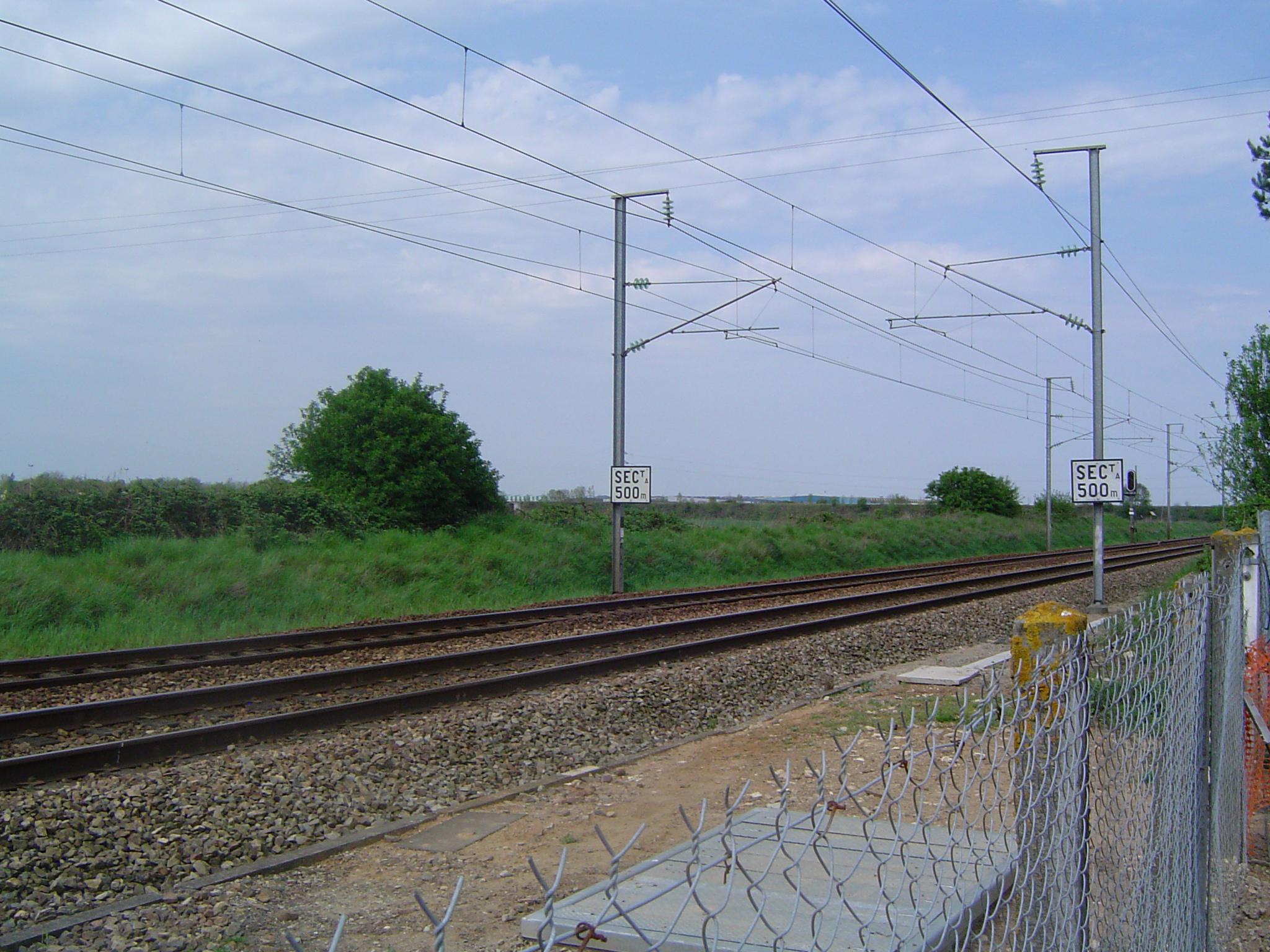
Caténaire 2 × 25 kV sur la ligne Mantes-Cherbourg.

C'est une formule utilisée pour minimiser le nombre de sous-stations pour alimenter la ligne.
La sous-station (1) transforme la puissance du réseau HT-B (2) et alimente la caténaire (3) et un câble d'alimentation aérien ou souterrain nommé feeder (5) qui sont en opposition de phase, chacun à un potentiel de 25 kV par rapport au rail (4), soit une différence de potentiel de 50 kV entre la caténaire et le feeder.

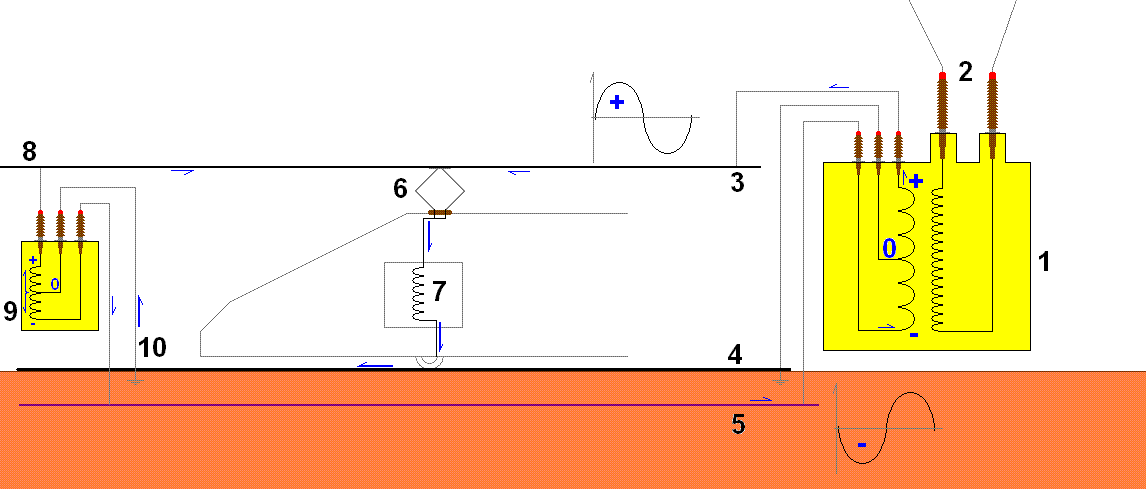
Schéma d'une alimentation 2 × 25 kV.

À intervalle régulier en distance, un autotransformateur (9) connecte le rail (10), le feeder (5) et la caténaire (8) pour alimenter le train (7) en 25 kV.
Le résultat de ce montage est que la puissance électrique est alors transportée sur une grande partie du parcours — entre la sous-station et l'autotransformateur — sous une tension de 50 kV (entre le feeder et la caténaire), tandis que l'autotransformateur délivre la puissance au train en 25 kV (entre la caténaire et le rail). Par ailleurs, le courant qui alimente le train provient des deux autotransformateurs qui l'encadrent (devant et derrière lui), ce qui divise le courant dans une section de caténaire.
Les LGV françaises et la plupart des axes nouvellement électrifiés en France le sont sur ce principe.

## Alimentation de la caténaire ou du troisième rail
La fourniture d'électricité aux caténaires ou au troisième rail est une problématique à part entière de l'électrification ferroviaire.
Au niveau de la source d'électricité, le gestionnaire du réseau peut choisir de produire lui-même l'électricité, ce qui était courant au début du XXe siècle pour le métro de Paris par exemple. C'est devenu beaucoup moins intéressant avec les progrès accomplis en matière de conversion du courant et avec le développement du réseau électrique. La SNCF a été pratiquement autonome jusque dans les années 1960 avec ses propres usines hydroélectriques héritées de la Compagnie du chemin de fer de Paris à Orléans (PO) (barrages sur la Creuse, la Dordogne, la Rhue et quelques autres) et de la Compagnie du Midi (nombreux barrages pyrénéens).
Le choix d'un courant alternatif à une fréquence différente de celle du réseau de distribution peut contraindre l'opérateur à avoir son propre réseau de transport de l'électricité (CFF en Suisse par exemple).

### Sous-stations ferroviaires
Des sous-stations d'alimentation sont nécessaires pour convertir le courant électrique de sa tension de transport à sa tension d'utilisation. La tension utilisée conditionne la distance entre deux sous-stations ; plus la tension est élevée, plus elles seront éloignées les unes des autres.
Les sous-stations sont des installations électriques qui traitent des puissances électriques très élevées et doivent être raccordées au réseau de distribution haute tension.
En France, les sous-stations 1 500 V atteignent 15 MW ; les sous-station 25 kV atteignent 120 MVA.
SNCF Réseau alimente ses caténaires 25 kV à partir des réseaux 63, 90, 225 et 400 kV de Réseau de transport d'électricité (RTE).
La tension vue par le train peut beaucoup varier autour de la tension nominale. Il peut y avoir une baisse de tension à cause d'une demande de courant trop forte pour les capacités de la sous-station ou au contraire une tension plus élevée que la tension nominale s'il y a peu de trains et au voisinage de la sous-station (jusqu’à 27 kV en alimentation 25 kV).
La puissance de l'alimentation est critique. Les problèmes de sous-alimentation peuvent avoir des conséquences graves. Ils empêchent d'augmenter le trafic de la ligne, ralentissent les trains qui doivent modérer leur accélération. Dans des cas extrêmes, une ou plusieurs sous-stations peuvent disjoncter et paralyser la circulation. En Île-de-France, ce type de problème est apparu plusieurs fois (pannes sur le réseau Saint-Lazare, sous-alimentation de la grande ceinture entre Massy - Palaiseau et Versailles-Chantiers, pannes sur le RER A avec l'arrivée des MI 2N beaucoup plus puissants que les trains qu'ils ont remplacés).
Pour prévenir cette situation, il faut avoir une politique d'amélioration continue de l'alimentation de la ligne en augmentant la puissance que peuvent fournir les sous-stations existantes ou en créant de nouvelles sous-stations. En Suisse, l'alimentation permet de voir des unités multiples (UM) de Re 460 (2x6 MW) en tête de train sur les lignes de montagne alors qu'en France la SNCF n'utilise pas d'unité multiples sur ses locomotives les plus puissantes (BB 26000, BB 36000).
Pour éviter que la sous-station disjoncte, l'opérateur peut brider la puissance disponible des trains. Ainsi, la puissance disponible pour une rame de TGV en unité multiple n'est en général pas la somme de la puissance des deux rames et, même en unité simple, le train n'utilise pas sa puissance au maximum hors des lignes à grande vitesse. Cette problématique dégrade l'efficacité des TGV Sud-Est sur les lignes classiques alimentées en 25 kV alors que paradoxalement ces rames sont conçues pour circuler sous cette tension à 270 / 300 km/h.

### Installations commutables
À la frontière entre deux systèmes d'électrification ferroviaire, le manque de matériel capable d'utiliser les deux courants ou les conditions d'exploitation peuvent conduire à la mise en place d'installations commutables. Situées dans une gare ou sur un faisceau de triage ces installations permettent de simplifier le changement de locomotive ou à des trains bicourants de changer de système utilisé à l'arrêt.
Les gares frontières de Quévy (Belgique), Jeumont, Aix-la-chapelle, Vallorbe, Genève ou Bâle sont des cas de gares commutables pour permettre le changement de matériel. Dole-Ville a été une gare commutable (25 kV/1,5 kV) pour la même raison et finalement la section de séparation a été déplacée quand le matériel bicourant était suffisamment répandu. De même, la gare de Luxembourg était une gare commutable (25 kV 50 Hz / 3 kV CC) jusqu'à la réélectrification de la ligne Luxembourg – Arlon en 25 kV jusqu'à Kleinbettingen-frontière.
- Le cas des gares commutables suisses de Vallorbe et de Chiasso est particulier :
  - dans le sens Suisse-Étranger, on bénéficie de la zone commutable sans débordement, ainsi la locomotive suisse arrive pantographes abaissés et s'arrête dans la zone, qui est ensuite commutée vers la tension en vigueur dans le pays concerné (25 kV alternatif en France et 3 000 V continu en Italie), le mécanicien est autorisé à relever les pantographes et à évoluer normalement. La machine française (à Vallorbe), où la machine italienne (à Chiasso), peut manœuvrer par ses propres moyens, et s'atteler au train ;
  - dans le sens Étranger-Suisse, la locomotive française (à Vallorbe), ou italienne (à Chiasso), arrive en gare, avec les pantographes abaissés, mais elle traverse la zone commutable et s'arrête avec le train en zone purement 15 kV, et conserve ses pantographes abaissés ; un engin de traction CFF vient manœuvrer cette locomotive, pour la renvoyer en zone commutable. À ce moment-là, on commute la zone, sur la tension de la locomotive, et cette dernière relève ses pantographes pour aller se remiser.

- En France intérieure :
  - Les voies RER B/D de la gare du Nord à Paris sont pourvues d'automatismes agissant lors de l'exploitation en interconnexion pendant la phase d'arrêt à quai,
  - Les voies de la gare de Bellegarde[11] (avant la ré-électrification de la section Bellegarde Genève en 25 kV en 2014) en direction du Haut-Bugey étaient commutables 25 kV/1 500 V pour permettre aux trains de changer de système de courant à l'arrêt,
  - Gare de Dole-Ville (Voir le paragraphe concernant la situation antérieure).

Bien que la gare italienne de Domodossola soit équipée de sections de séparation entre 3000 V continu italien, et 15 KV suisse sur toutes les voies, seule la première voie à quai de la gare est commutable. Cette voie est utilisée exclusivement par les trains régionaux italiens.

#### Alternatives aux installations commutables
Il arrive que le changement de tension ait lieu en pleine voie au moyen d'une écluse électrique (nl), comme entre Essen (Belgique) et Rosendael (Pays-Bas) ce qui exige soit une locomotive (ou une rame automotrice) polytension (comme dans le cas du train de nuit Bruxelles – Prague par Amsterdam et Berlin), soit (dans ce cas-ci) que le train belge équipé en 3 kV continue à puissance réduite sous les 1,5 kV du réseau néerlandais jusqu'à son terminus transfrontalier (comme dans le cas du train S32 Puers – Rosendael).

## Captage du courant
Le captage du courant se fait aujourd'hui principalement de deux façons :
- par fil de contact aérien, simple ou supporté par une caténaire ou un profil aérien de contact ;
- par rail conducteur (troisième rail).

Que l'alimentation soit en l'air ou au sol son principe reste le même: un frotteur vient en contact avec un rail ou un fil pour capter le courant. La liaison entre le frotteur et l'alimentation permet un débattement vertical ou horizontal afin d'absorber les irrégularités de la ligne.
Le troisième rail permet d'avoir un gabarit plus réduit et demande une infrastructure moins lourde que le contact aérien. Il a, par contre, l’inconvénient de limiter la vitesse ainsi que la tension utilisable et d'être dangereux pour la sécurité des personnes en intrusion ou celles qui cheminent le long de la voie.

## Matériel roulant

### Locomotives polytensions
Du fait de la diversité des systèmes d'électrification ferroviaire, qui peuvent varier même à l'intérieur d'un pays, les trains doivent souvent passer d'un système à l'autre. Un des moyens de le faire est le changement de locomotives dans les gares de contact. Ces gares sont équipées de caténaires qui peuvent basculer d'un type de courant à l'autre, de sorte qu'un train peut arriver avec une locomotive et repartir avec une autre. C'est toutefois un système qui présente des inconvénients et des surcoûts : perte de temps, nécessité de disposer de différents types de locomotives.
Un autre moyen est de disposer de locomotives polytensions capables de fonctionner sous des courants de différents types. En Europe, on peut trouver des locomotives quadritensions (courant continu 1 500 V et 3 000 V, courant alternatif 15 kV 16 ²⁄₃ Hz et 25 kV 50 Hz). C'est le cas par exemple des rames TGV PBKA utilisées par Eurostar. Ces locomotives peuvent passer, sans nécessiter un arrêt, d'un type de courant à un autre ; toutefois elles ne sont généralement pas aussi efficaces sous tous les courants et leur coût de construction est plus élevé. On trouve plus couramment des locomotives bicourants, par exemple en France dont le réseau ferroviaire est partagé entre le courant continu 1 500 V et le courant alternatif 25 kV 50 Hz.
Les trains à grande vitesse Eurostar sont tritension pour pouvoir circuler sur les lignes à grande vitesse (CA 25 kV 50 Hz), les anciennes lignes à 3e rail britanniques (CC 750 V) et les lignes belges (CC 3 000 V). Quelques rames Eurostar 1re génération (TGV TMST) ont été adaptées pour que les auxiliaires fonctionnent sous CC 1 500 V vers le Sud-Est de la France. Les frotteurs (rétractables) pour le 750 V britannique ont été déposés depuis la mise en service intégrale de la ligne à grande vitesse du tunnel sous la Manche à Londres St Pancras. De plus, les rames Eurostar e320 (c.-à-d. 2e génération) sont équipées non seulement des tensions de 25 kV 50 Hz (LGV et France nord), 1,5 kV CC (France sud et Pays-Bas) et 3 kV CC (Belgique) mais en outre des équipements ERTMS et ATB nécessaires pour aller d'Anvers à Amsterdam.
Aux États-Unis, le New Jersey Transit utilise des locomotives polycourant ALP-44 pour ses services Midtown Direct vers New York.

### Alimentation des auxiliaires
Les systèmes auxiliaires sont l'éclairage, le chauffage, la climatisation, etc.
Si aujourd'hui il paraît naturel d'avoir des wagons éclairés, même quand ils restent longtemps à l'arrêt, cela n'a pas été toujours le cas. En effet les voitures de voyageurs étaient munies d'une dynamo qui rechargeait les batteries en roulant. Cette solution n'était pas applicable pour les métros et les rames automotrices de banlieue. Dans ce cas l'éclairage des voitures se faisait en direct avec le courant d'alimentation. Dans les anciennes rames de la RATP, l'éclairage consistait en la mise en série de cinq ampoules de 150 V afin de supporter le 750 V de traction. Le nombre de lampes dans un wagon était donc obligatoirement un multiple de cinq. En cas de panne du courant de traction, un fil aérien de secours permettait de rétablir l'éclairage. Aujourd'hui, les voitures reçoivent leur énergie directement de la locomotive. Quand elles sont « garées », elles peuvent aussi être alimentées directement depuis la caténaire via un câblot (prise de préconditionnement).
- En Allemagne, Autriche, et Suisse, certaines voitures restaurant stationnant sur une voie de garage (y compris à l'international), obligatoirement électrifiée, sont alimentées directement par la caténaire 15 KV alternatif, grâce à un pantographe installé sur le toit, et un transformateur afin de maintenir la chaine du froid.
- En Espagne, sur le réseau RENFE, toute la rame de voitures climatisées, y compris la voiture restaurant, sont alimentées par un câblot de préconditionnement à poste fixe. En l'absence de ce câblot, sur la voie de garage qui est électrifiée en 3000 V continu, on adjoint un petit wagon couvert à essieux, qui assure le préconditionnement grâce à un pantographe installé sur le toit (même chose pour le train Al-Andalus expresso, avec le fourgon générateur équipé d'un pantographe).